# Новий Яричів
Нови́й Я́ричів — селище, центр Новояричівської селищної громади  в Львівській області. Розташовано на річці Яричівка на півдні Львівського району. На півдні межує з селом Борщовичі Львівського району, на сході з селом Великі Підліски, на півночі з селом Цеперів та на заході з селом Старий Яричів.

## Історія

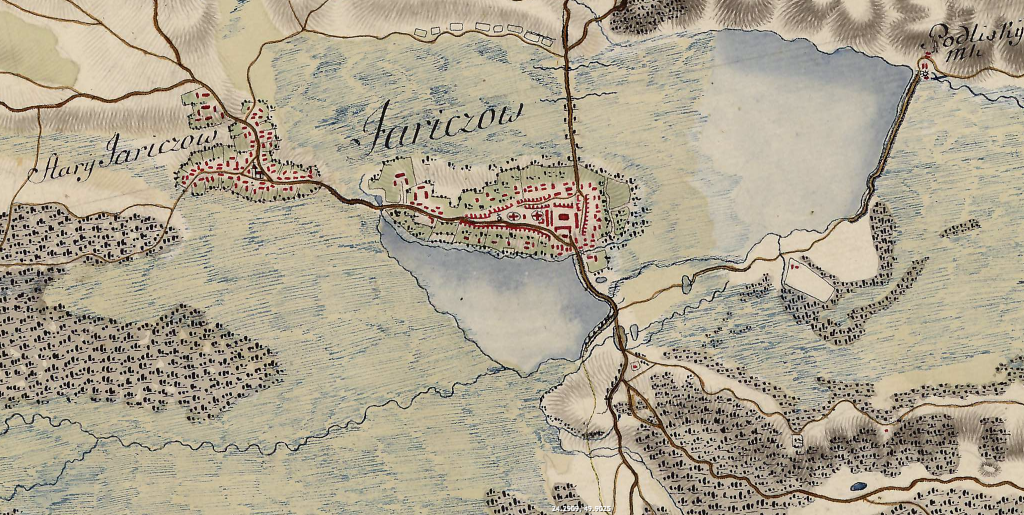
Новий Яричів та околиці на мапі XVIII століття. Лісове озеро, зображене на мапі у правому нижньому кутку, знаходиться за координатами 49.892684, 24.326735

27 березня 1934 р. Новий Яричів отримав статус міста.
У 1940–1941 та 1944–1962 рр. був центром Новояричівського району.

## Населення

### Мова
Розподіл населення за рідною мовою за даними перепису 2001 року:
| Мова            | Кількість | Відсоток |
| --------------- | --------- | -------- |
| українська      | 2917      | 99.26%   |
| російська       | 16        | 0.54%    |
| білоруська      | 2         | 0.07%    |
| польська        | 2         | 0.07%    |
| румунська       | 1         | 0.03%    |
| інші/не вказали | 1         | 0.03%    |
| Усього          | 2939      | 100%     |

## Відомі місця
- Костел Всіх Святих, який належить Римо-католицькій Церкві.
- Новояричівський парк — парк-пам'ятка садово-паркового мистецтва.

## Освіта
2001 року в селищі відкрито відремонтовану школу, яка була збудована ще у 1899 році. В 2023 році було добудоване приміщення спортзалу. Працює спеціалізована дитяча бібліотека.

### Діяльність Просвіти
Осередки товариства «Просвіти» були створені по всій Західній Україні. У містечку також працювала «Просвіта», створення якої припадає на 90-ті роки 19 століття. Вся діяльність зосереджувалась в хаті-читальні, яка була побудована на вул. М. Шашкевича, біля церкви, за часів Австрії.
Її будували спільними силами українське населення містечка на громадських засадах. Будівля валькована, коштів на цегляну чи дерев'яну не вистачало. Але зал для глядачів був досить просторий зі сценою та двома кімнатами за сценою для заняття гуртків, зберігання костюмів та декорацій. Стіни прикрашали портретами гетьманів, письменників Тараса Шевченка, Івана Франка, Маркіяна Шашкевича. на сцені висів великий образ матері Божої. пред залом був великий коридор, з якого був вхід до бібліотеки. Вона на той час нараховувала біля шести тисяч книг (ці книги були закопані, але до цього часу їх розташування невідоме, так як і невідомо, де закопані церковні дзвони). Приміщення бібліотеки стало осередком активного суспільного й культурного життя; люди глибше знайомилися з історією України, її культурою, старовинними звичаями та традиціями. Сільські аматори ставили вистави Михайла Старицького.
| 1 | Ой не ходи Грицю та й на вечорниці |
| 2 | Безталанна                         |
| 3 | За двома зайцями                   |
| 4 | Богдан Хмельницький                |

З концертами виступали на відзначення днів народження Тараса Шевченка, Івана Франка, Маркіяна Шашкевича. У весняні та літні місяці при хаті-читальні працював дитячий садок. Деколи за рахунок «Просвіти» купували хліб, булочки для дітей. Дітей вчили співати українських пісень, декламувати вірші, танцювати. Читали для дітей казки, оповідання українських письменників, здійснювали прогулянки в ліс, на річку, грали різні забавки.
Діяльність «Просвіти» була припинена в 1939 році з приходом більшовиків до влади на землі Західної України. У 1941—1942 рр. товариство «Просвіта» відновило свою діяльність. Цьому сприяло проголошення Української держави 30 червня 1941 року. Свою роботу «Просвіта» імені Тараса Шевченка відновила в 1991 році.

## Відомі люди

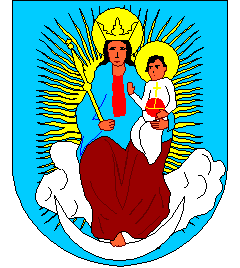
Герб австрійського періоду, наданий імператором Францем II 28 квітня 1798

### Народилися
- Малявський Юрій Юрійович (05 липня 1994- 12 серпня 2022) — український військовик, учасник російсько-української війни.[6]
- Метелля Северин Модестович (1863—1936) — український священик (УГКЦ), громадський діяч, посол до Австрійського парламенту, Галицького Сейму, делегат Української Національної Ради ЗУНР.
- Мороз Володимир Іванович (нар. 1958) — український електромеханік, доктор технічних наук.
- Михайло Стефанишин, батько першої астронавтки українського походження Гайдемарі Стефанишин-Пайпер.
- 9 травня 1940 року тут народився Ярослав Тягнибок — батько українського політика Олега Тягнибока.
- український мовознавець Іван Панькевич.
- Пашко Василь Любомирович (1982—2014) — вояк ДУК, учасник російсько-української війни, загинув під Амвросіївкою.
- Францішек Радецький (1850—1914) — польський священник-єзуїт, педагог, настоятель Кристинопільського і Лаврівського василіянських монастирів під час Добромильської реформи.
- Савчук Любомир Олексійович (? — 2022) — лейтенант Збройних сил України, учасник російсько-української війни.
- Ясногурська Софія Євстахіївна (1940) — радянська спортсменка (лижні перегони, велоспорт, спортивне орієнтування). Майстер спорту СРСР.